# Jaco (album)
Pour les articles homonymes, voir Jaco.
Jaco est un album studio de Paul Bley sorti en 1976 sur le label Improvising Artists. Il a été enregistré avec le bassiste Jaco Pastorius et le guitariste Pat Metheny, deux musiciens dont c'était le premier enregistrement professionnel. Les deux s'étaient liés d'amitié à Miami en 1973. Leur collaboration s'est poursuivie sur le premier album de Metheny, Bright Size Life avec Bob Moses comme batteur, enregistré en décembre 1975.

## Liste des pistes
| 2. | Poconos |  |
| 3. | Donkey  |  |

| 2. | Overtoned |  |
| 4. | Batterie  |  |
| 5. | King Korn |  |
| 6. | Blood     |  |

## Musiciens
- Pat Metheny – guitare
- Jaco Pastorius - basse
- Paul Bley – piano électrique
- Bruce Ditmas – batterie